# 多梅拉 (上卢瓦尔省)
多梅拉（法語：Domeyrat，法語發音：[dɔmeʁa]）是法国上卢瓦尔省的一个市镇，属于布里尤德区。

## 地理
多梅拉（45°14'57"N, 3°30'6"E）面积9.57 平方千米，位于法国奥弗涅-罗讷-阿尔卑斯大区上盧瓦爾省，该省份为法国中南部省份，北起多姆山省和卢瓦尔省，西接康塔爾省，南至洛泽尔省，东临阿尔代什省。
与多梅拉接壤的市镇（或旧市镇、城区）包括：拉绍梅特、弗吕日耶尔勒潘、拉沃迪约、波拉盖、圣普雷热阿尔芒东。

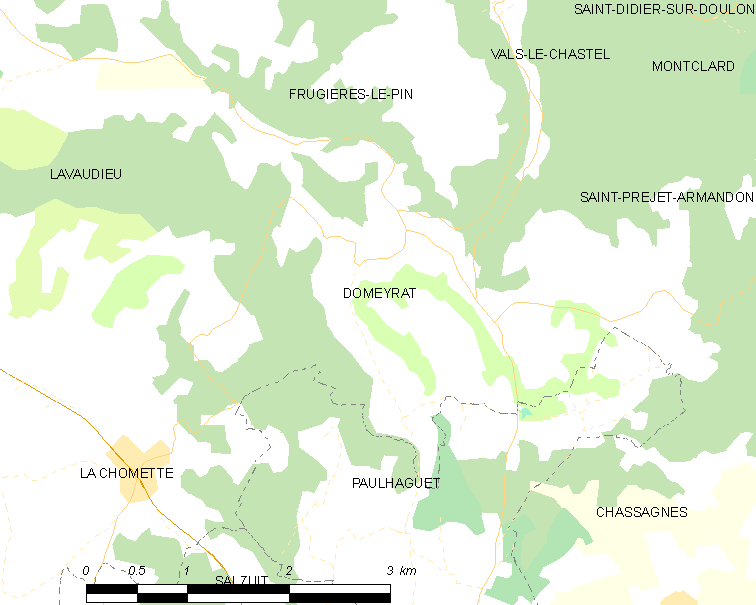
的OSM定位图

多梅拉的时区为UTC+01:00、UTC+02:00（夏令时）。

## 行政
多梅拉的邮政编码为43230，INSEE市镇编码为43086。

## 政治
多梅拉所属的省级选区为拉法耶特地区县。

## 人口

1962-2008年间人口变化图示

多梅拉于2022年1月1日时的人口数量为173人。